# 101 Dalmațieni (film din 1996)
101 Dalmațieni  (101 Dalmatians) este un film american realizat de Stephen Herek si lansat in 1996. Este adaptarea lungmetrajului de animatie 101 Dalmatians (1961) de la Disney Studios.

## Distribuție română
- Andia- Anitta
- Tania Popa- Cruella de Vil

## Rezumat
La Londra, în timpul plimbării sale zilnice, un dalmațian pe nume Pongo se îndrăgostește nebunește de o frumoasă dalmațiană pe nume Perdita. Stăpânul și stăpâna lor, numiți Roger și Anita, vor cunoaste și ei o dragoste identică la prima vedere.
Așa se face că, dupa doar cateva luni, toți s-au trezit adunați sub același acoperiș pentru a o vedea pe Perdita făcând cincisprezece căței.
Acest moment de fericire ar fi putut fi perfect dacă Cruella De Vil, o creatoare de modă obsedată de blană, nu ar fi răpit cățeii cu intenția fermă de a-și face o haină.

### Rezumat detaliat
La Londra, în timp ce opinia publică află cu dezgust de moartea unui tigru alb de la grădina zoologică (specia acestuia fiind pe cale de dispariție), Roger, proprietarul unui dalmațian pe nume Pongo și creator de jocuri video, încearcă în zadar să-și vândă cea mai recentă creație inspirată de câinele său. Între timp, Anita, proprietara unei frumoase dalmațiene pe nume Perdita, lucrează pentru designerul de modă Cruella De Vil, iar cea mai recentă idee inspirată de câinele ei, atrage cu adevărat atenția șefei ei obsedată de blană : o haină din piei de dalmațieni. În plimbarea lui zilnică, câinele lui Roger, Pongo, se îndrăgostește nebunește de Perdita și începe să o urmărească, legat de bicicleta lui Roger, conducându-l pe acesta din urmă în iazul parcului. Apoi, dorind să-și recupereze câinele, Roger o întâlnește pe Anita, înainte de a pleca. Dar Perdita, legată de bicicleta Anitei, începe să-l urmărească pe Pongo, conducându-și la rândul său stapana în iaz. În timp ce își petrec seara încălzindu-se și revenindu-si dupa asa o zi aventuroasă, Anita și Roger, observând dragostea câinelui lor la prima vedere, vor experimenta și ei o dragoste identică la prima vedere.
Horace și Jasper, doi oameni care lucrează pentru Cruella, vin să-i ia comanda de la jupuitorul mut Skinner : blana tigrului alb. Acum căsătoriți, Roger și Anita se mută împreună cu bona și cu câinii. Dar veștile bune vin repede: Anita este însărcinată, la fel și câinele ei ! Mai târziu, Cruella o vizitează pe Anita pentru a-și relansa noul proiect inspirat de angajata ei: haina din blană de dalmațieni, și intenționează să cumpere cățeii care se vor naște. Câteva săptămâni mai târziu, Perdida a născut cincisprezece căței, dar a pierdut unul. Totuși, Roger va reuși să-l readucă la viață, se va numi Lucky („ norocos " în limba engleză). La scurt timp după accea, Cruella sosește să cumpere puii nou-născuți, dar este îngrozită să descopere că aceștia nu au pete de dalmatieni. Linistită de Roger si Anita pe acest subiect (petele vor apărea mai tarziu), Cruella le semnează un mare cec. Dar Roger și Anita refuză, mâniind-o pe Cruella care o concediază pe Anita.
O lună mai târziu, cu câteva zile înainte de Crăciun, este timpul ca puii să primească colierele de identificare. Dar în cursul serii, în timp ce Anita și Roger ies să-i plimbe pe Pongo și Perdida, Jasper și Horace pătrund în casă, o închid pe bonă și îi răpesc pe cei cincisprezece căței. Avertizați de câinele vecinului, Pongo și Perdida se întorc în casă, urmați de stăpânii lor, și văd locul crimei. Câinii folosesc apoi lătratul pe timp de noapte, un canal de comunicare canin, pentru a cere ajutor și a-și găsi puii. Avertizată de acoliții ei, Cruella are acum cei 99 de căței dalmațieni necesari pentru a-și face haina. Jasper și Horace au pornit spre Castelul Iadului, casa familiei lui Cruella De Vil, acum nelocuită și insalubră. Dar pe parcurs, sunt surprinși într-un sat de Fox, un fox terrier, care începe să-i urmărească, apoi merge la ferma vecină unde informează animalele. Câinele de la fermă, Colonelul, un bobtail, îi informează la rândul său pe Pongo și Perdita prin intermediul canalului pentru câini. Aceștia din urmă fug din casă și se îndreaptă spre fermă.
În seara următoare, „Fox” pătrunde în Castelul Iadului și organizează evadarea cățeilor, insă nu fără a organiza o serie de surprize neplăcute pentru Horace și Jasper: alunecă mai intăi pe o baltă  făcută de cătelusa „The Puddle”, apoi Jasper cade de pe podea si este imobilizat de un cap de taur impăiat, apoi Jasper alunecă pe o bucată de gheată de pe acoperis si cade in iazul inghetat. Însă Cruella, temându-se că poliția care investighează dispariția cățelușilor o va descoperi, accelerează operațiunile și îl trimite urgent pe Skinner. Dar ea află de evadarea câinilor și îi trimite pe Horace și Jasper să-i caute, dar nu fără să-și facă propriile cercetări. Puii se refugiază la fermă, ajutați de „Colonel” și de celelalte animale.
Dar un cățeluș nu a scăpat încă : Lucky. Într-adevăr, el dormea în momentul evadării, iar acum este la mila lui Skinner care tocmai a sosit să-l jupuiască. Cu toate acestea, Fox îi vine în ajutor atacând jupuitorul pe care îl neutralizează. Între timp, în urma sabotajelor efectuate de animale, duba lui Jasper și Horace ia foc, cei doi bărbați se trezesc nevoiți să continue căutarea pe jos. Ulterior, sunt electrocutati in timp ce traverseaza un gard electric. Între timp, Roger și Anita înțeleg că Cruella a fost cea care a răpit cățeii și poliția, informată, îi percheziționează casa din Londra. Intuițiile lui Roger și Anita sunt corecte și poliția emite un mandat pentru arestarea ei.
Pongo si Perdita ajung in sfărsit la fermă si speră sa fie ajutati de animalele de la ferma. Cruella sosește si ea și începe să caute prin toata ferma. Dalmațienii pot conta pe animalele de fermă pentru a ii îngreuna viața: mai întâi, un vizon i se ascunde în geantă, apoi o pasăre îi fură pălăria, primește o copită de la calul fermei, rămâne prinsă sub un porc, apoi rămâne prinsă într-un sos și este trimisă în bazinul cu noroi, înainte de a fi arestată de poliție dimineața devreme. Politia i-a arestat și pe Jasper și Horace (care se simt în cele din urmă ușurați după o noapte grea) și pe Skinner, care este într-o formă proastă. Între timp, câinii au fugit și au fost găsiți de polițiști în satul vecin care i-au luat înapoi. În timp ce se anunță că au recuperat 100 de dalmațieni, poliția și Pongo îl văd pe al 101-lea dalmațian, Lucky, care ajunge cu Fox în sat. Odată ce cei 101 dalmațieni au fost recuperați, poliția se întoarce la Londra. Dar în convoiul de suspecți, vizonul (prins fără să vrea de Cruella fără știrea ei) le aruncă o ultimă surpriză neplăcută.
Poliția se întoarce cu câinii la casa lui Anita și Roger. Fiind singurii care își raportaseră câinii dispăruți (ceilalți 74 de căței fiind cumpărați de Cruella), Anita și Roger sunt convinși de câinii lor să-i adopte. Roger se inspiră din aceste evenimente pentru designul jocului său, punând-o pe Cruella drept răufăcătoare. Ultimele sale eforturi creative dau roade pentru că reușește să-și vândă jocul. În urma succesului jocului său, familia formată din 101 dalmațieni și o fetiță care tocmai s-a născut, s-a stabilit într-o moșie mare în care toată lumea e fericită.

## Fisa tehnică
Dacă nu se specifică altfel, această fișă tehnică se bazează pe IMDb  .
- Titlul original: 101 Dalmatians
- Titlu in Franta și Québec: Les 101 Dalmatiens
- Realizare: Stephen Herek
- Scenariu: John Hughes bazat pe opera lui Dodie Smith ( The Hundred and One Dalmatians, 1956)
- Muzică: Michael Kamen
- Direcția artistică: John Ralph, Alan Tomkins
- Decoruri: Joanne Woollard, Assheton Gorton
- Costume: Rosemary Burrows și Anthony Powell
- Machiaj: Lynda Armstrong (supervizare) ; Belinda Hodson, Jean-Luc Russer
- Coafura: Colin Jamison (supervizare) ; Martial Corneville, Jan Jamison, James Nadeaux
- Fotografie: Adrian Biddle
- Efecte speciale: Steve Hamilton (supervizare) ; Paul Dimmer, Mathew Horton, John Modder, David Watkins
- Sunet: Rosie Straker, Clive Winter ; Mel Metcalfe, Terry Porter, Dean A. Zupancic (amestecare)
- Montaj: Trudy Ship
- Cascade: Simon Crane (supervizare) ; Roy Alon, Abbi Collins, David Cronnelly, Steve Dent, Sadie Eden ; Sy Hollands (vocea lui Glenn Close și Joely Richardson, necreditat)
- Productie: John Hughes și Ricardo Mestres
  - Productie delegata: Edward S. Feldman și Bill Ryan (necreditați)
  - Productie asociata: Rebekah Rudd, Michelle Fox, Lyle Mayer]
- Companii de producție: Walt Disney Pictures, Wizzer Productions, Great Oaks Entertainment
- Firme de distributie: Buena Vista Pictures, Gaumont Buena Vista International (GBVI) ( Franța )
- Tara de origine:  Statele Unite ale Americii
- Limba originală: Engleză, spaniolă
- Format: Culoare ( Technicolor ) - 35 mm ( Panavision ) - 2,39:1 - Sunet Dolby Digital
- Gen: Comedie de aventură
- Durată: 98 minute ( 1 h 38 )
- Date de lansare:
  - STATELE UNITE: 18 noiembrie 1996
  - Belgia / Franța: 26 martie 1997

## Distributie

Unul dintre costumele de la Cruella de Vil, creat de designerul de costume Anthony Powell.

- Glenn Close ( VF: Elisabeth Wiener ; VQ : Anne Caron ) : Cruella de Vil
- Jeff Daniels (VF : Renaud Marx ; VQ : Carl Béchard ) : Roger
- Joely Richardson (VF : Brigitte Aubry ; VQ : Geneviève De Rocray) :Anita
- Joan Plowright (VF : Hélène Vanura; VQ : Arlette Sanders) : Bona
- Hugh Laurie (VF : Michel Papineschi ; VQ : Sébastien Dhavernas ) :Jasp
- Mark Williams (VF : Patrick Préjean ; VQ : Yves Massicotte) : Horațiu
- John Shrapnel :Skinner
- Tim McInnerny (VF : Jean-Claude Donda ; VQ : André Montmorency ) : Alonso
- Hugh Fraser (VF : Jacques Ciron ; VQ : Jean-Louis Millette ) : Frederick
- Zohren Weiss : Herbert
- Mark Haddigan :Alan
- Michael Percival (VF : Jean Lescot ) : inspectorul de politie
- Neville Phillips (VF : Jacques Ciron ) : preotul
- John Benfield : portarul
- Andrew Readman : ofițerul de poliție #1
- John Peters (VF : Bruno Dubernat ) : ofițerul de poliție #2
- Bill Stewart (VF : Michel Derain ) : ofițerul de poliție #3
- Brian Capron (VQ : Daniel Lesourd) : Tim Ryan, reporterul de știri TV

## Lansări internaționale
Dacă nu se specifică altfel, lansările internaționale sunt de la IMDb  .
- Statele Unite ale Americii : 18 noiembrie 1996 (New York City) ;  24 noiembrie 1996 (Hollywood) ; 27 noiembrie 1996
- Singapore : 28 noiembrie 1996
- Thailanda : 30 noiembrie 1996
- Argentina : 5 decembrie 1996
- Australia : 5 decembrie 1996
- Marea Britanie : 13 decembrie 1996
- Irlanda : 13 decembrie 1996
- Brazilia : 14 decembrie 1996
- Coreea de Sud : 21 decembrie 1996
- Taïwan : 25 ianuarie 1997
- Suedia : 7 februarie 1997
- Olanda : 20 februarie 1997
- Spania : 21 februarie 1997
- Germania : 6 martie 1997
- Polonia : 7 martie 1997
- Japonia : 8 martie 1997
- Portugalia : 10 martie 1997
- Danemark⁠(d) : 14 martie 1997
- Grecia : 14 martie 1997
- Italia : 14 martie 1997
- Ungaria : 20 martie 1997
- Estonia : 21 martie 1997
- Finlanda : 21 martie 1997
- Portugalia : 21 martie 1997
- Africa de Sud : 21 martie 1997
- Belgia : 26 martie 1997
- Franta : 26 martie 1997
- Islanda : 26 martie 1997
- Turcia : 18 aprilie 1997

## Box office
Dacă nu se menționează altfel, următoarele informații sunt de la Box Office Mojo  .
- Buget : 75 000 000 USD (USD) (estimare) [16]
- Rețete din 1er weekend din Statele Unite : 45 073 479 USD (USD) (de la 29 noiembrie 1996)
- Rețete în Statele Unite : 136 189 294 USD (USD)
- Rețete în restul lumii : 184 500 000 USD (USD)
- Venituri totale la nivel mondial : 320 689 294 USD (USD)

## Onoruri
Dacă nu se specifică altfel, premiile și recunoașterile sunt luate de la IMDb  .

### Premii
- Premiile Blockbuster Entertainment 1997 : Favorite Actor/Actress - Family pentru Glenn Close
- Premiile BMI Film și TV 1997 : Cea mai bună muzică de film pentru Michael Kamen
- Premiile Kids' Choice 1997 : Favorite Animal Star

### Nominalizari
- Awards Circuit Community Awards 1996: Cel mai bun design de costume pentru Rosemary Burrows și Anthony Powell
- Premiile Academiei Britanice de Film 1997: Cel mai bun machiaj și coafuri pentru Colin Jamison, Martial Corneville, Jean-Luc Russer, Lynda Armstrong
- Globurile de Aur 1997: Cea mai bună actriță într-un film muzical sau comedie pentru Glenn Close
- Premiile Critics' Choice Movie Awards 1997: Cel mai bun film de familie: pentru Glenn Close
- Premiile Asociației de Film și Televiziune Online 1997:
  - Cea mai bună actriță într-un muzical sau comedie pentru Glenn Close
  - Cel mai bun design de costume pentru Rosemary Burrows și Anthony Powell
  - Cel mai bun machiaj și coafură pentru Lynda Armstrong, Belinda Hodson, Colin Jamison, James Nadeaux, Wendy Rawson, Martial Corneville, Paul Huntley, Jan Jamison și Jean-Luc Russer
- Premiile Saturn din 1997: Cea mai bună actriță în rol secundar pentru Glenn Close
- Premiile Satellite 1997: Cea mai bună actriță într-un film muzical sau comedie pentru Glenn Close
- Premiile tinerilor artiști 1997: Best Family Feature - Musical or Comedy

## Analiză

### Diferențele față de versiunea originală
- Povestea acestei adaptări ar trebui să aibă loc la 35 de ani după povestea versiunii originale.
- În această versiune, Roger este un designer de software pentru jocuri video, spre deosebire de desenul animat, unde activitatea sa este compoziția muzicală. La final, în timpul demonstrației de succes a jocului video Cruella, grafica jocului este identică cu desenul animat din 1961. În ceea ce o privește pe Anita, este stilistă și lucrează pentru Cruella la începutul filmului (este concediată când refuză să-i dea cățeii lui Pongo și Perdita, care tocmai s-au născut), în timp ce cel al desenului animat nu pare sa aiba de lucru.
- La sfârșitul filmului, Cruella, Horace, Jasper și Skinner sunt arestați de poliție. Ulterior, poliția îi găsește pe Pongo, Perdita și cățeii și îi aduc înapoi la Londra. În desenul animat, Cruella, Horace și Jasper urmăresc un camion care, fără să știe, îi duce pe Pongo, Perdita și cățeii la Londra. După o urmărire sălbatică, mașina lui Cruella este condusă accidental într-o râpă de duba lui Jasper și Horace. În plus, Skinner nu apare în desenul animat.

## În jurul filmului
- 101 dalmațieni este al doilea „ Clasic animat Disney » adaptat în imagini reale, prima fiind Cartea junglei în 1994.
- Când cățeii se uită la televizor, vedem două filme Disney pe ecran. Primele imagini arată un extras din lungmetrajul de animație The Aristocats (1970), apoi unul dintre cățeluși schimbă canalul și trece la The Incredible Journey (1993).
- În timpul filmărilor au fost folosiți 230 de căței dalmațieni și 20 [18] dalmațieni adulți.
- Joely Richardson (Anita) și Hugh Fraser (Frederick) apăruseră deja împreună în episodul Le Songe din serialul Hercule Poirot în 1989.